# Мндоянц, Ашот Ашотович
Ашот Ашотович Мндоя́нц (28 декабря 1909  [10 января 1910], Батум — 29 сентября 1966, Москва) — советский архитектор. Автор ряда проектов (совместно с Михаилом Посохиным), существенно изменивших облик Москвы.

## Биография
Родился 28 декабря 1909 года (10 января 1910 года) в городе Батум (ныне Батуми, Грузия) в армянской семье. Учился на архитектурном факультете Политехникума изобразительных искусств и в институте Инженеров гражданского и коммунального строительства в Одессе (1928—1932). В 1932—1935 работал в Батуми, занимая в 1934—1935 годах должность главного архитектора родного города. В 1935 году переехал в Москву. Работал совместно с А. В. Щусевым.
В 1941 году принимал участие в строительстве оборонных сооружений под Москвой. В 1945 году стал одним из авторов реконструкции бывшего дома московского генерал-губернатора на Тверской (тогда — Горького) улице.
С 1960 года он руководил одной из крупнейших архитектурно-планировочных мастерских Москвы.

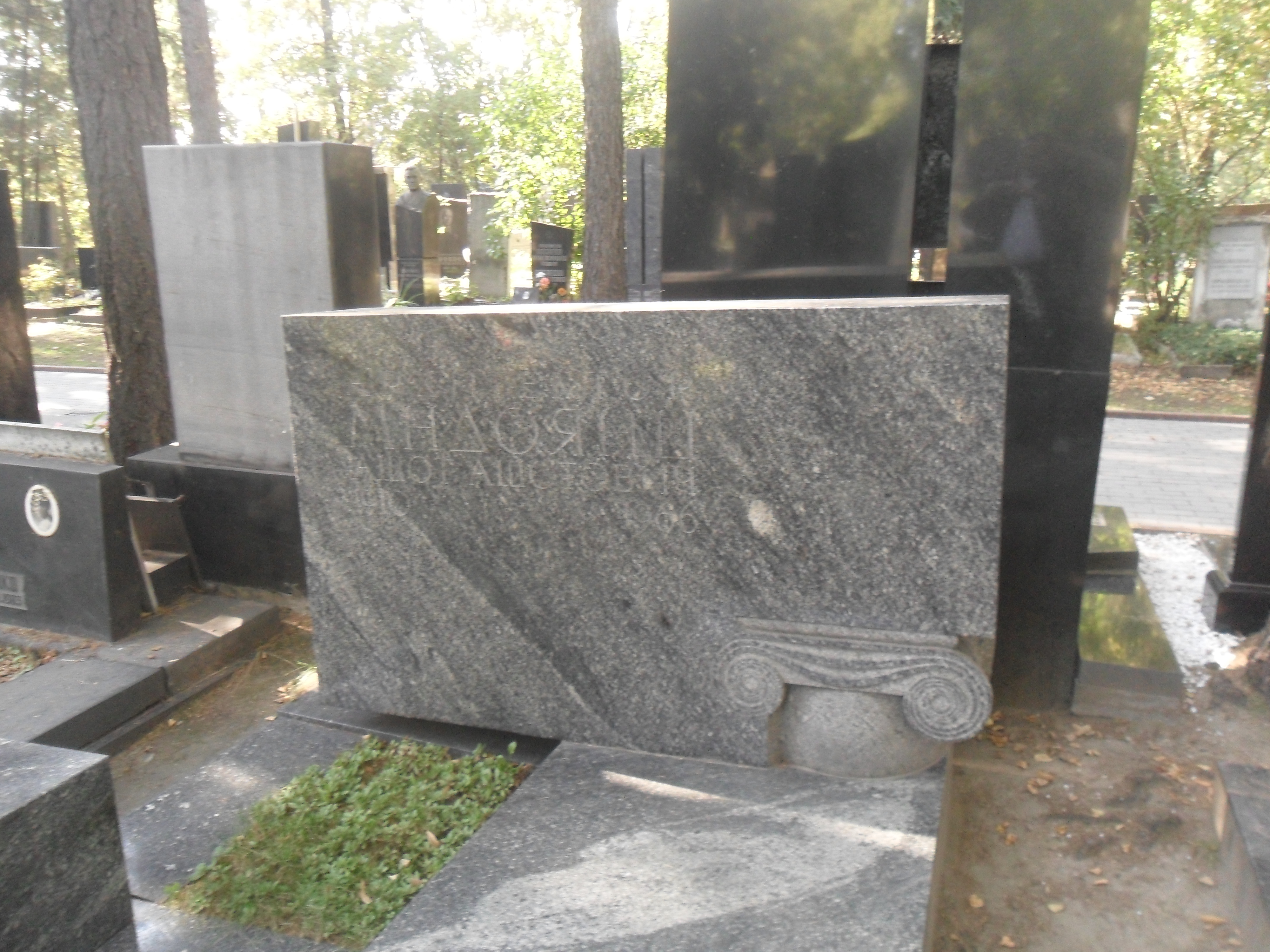
Могила Мндоянца на Новодевичьем кладбище Москвы.

Наиболее известные работы Мндоянца выполнены вместе с М. В. Посохиным.
Первым их совместным проектом стала перестройка здания бывшего дома Апраксина на тогдашней улице Фрунзе.
Другие совместные работы:

Мемориальная доска А. А. Мндоянцу в Брюсовом переулке, 6, ск. Е. А. Вольфсон, арх. В. В. Кудрявцева, открыта 19.5.2015

- здание МО СССР на улице Фрунзе (1943—1946)
- административное здание на Большой Садовой улице (1950)
- высотный дом на площади Восстания (1950—1954)
- Кремлёвский дворец съездов (1960—1961)
- проспект Калинина (Новый Арбат) (1964—1969) с комплексом зданий СЭВ (1969), кинотеатром «Октябрь» (1967).

Похоронен в Москве на Новодевичьем кладбище (участок № 6).

## Награды и премии
- Ленинская премия (1962) — за архитектуру Кремлёвского дворца съездов
- Сталинская премия второй степени (1949) — за архитектуру высотного здания на площади Восстания[5]
- Два Ордена Трудового Красного Знамени[3][4]
- Орден «Знак Почёта»[3][4]
- Медали[4]